# Раїс М'Болі
Ра́їс М'Болі́ Уге́б (араб. رايس مبولحي وهاب; нар. 25 квітня 1986, Париж, Франція) — алжирський футболіст, що виступає на позиції воротаря за саудівський «Аль-Іттіфак». Гравець національної збірної Алжиру. Народився у Франції, але має алжирсько-конголезьке коріння.
Володар Суперкубка Болгарії. У складі збірної — володар Кубка африканських націй 2019 року.

## Клубна кар'єра
Народився 25 квітня 1986 року в Парижі. Вихованець юнацьких команд місцевого «Расінга» та марсельського «Олімпіка».
У дорослому футболі дебютував 2003 року виступами за другу команду «Олімпіка», в якій провів два сезони, де був основним голкіпером, взявши участь у 47 матчах чемпіонату.
2007 року, так й не дебютувавши за головну команду «Олімпіка», перейшов до шотландського «Гарт оф Мідлотіан», де протягом сезону був резервним воротарем і в іграх чемпіонату на поле не виходив. Згодом грав у Греції, де по одному сезону відіграв за «Етнікос» (Пірей) і «Панетолікос». При цьому у жодному з цих скромних клубів основним голкіпером не став.
Гравцем основного складу став лише 2008 року, захищаючи кольори японського «Рюкю».
2009 року повернувся до Європи, уклавши контракт з болгарською «Славією» (Софія), основним воротарем якої був протягом сезону. Згодом, провівши деякий час в оренді у ЦСКА (Софія), 2011 року став воротарем російського клубу «Крила Рад» (Самара), з якого також віддавався в оренду, спочатку до того ж софійського ЦСКА і французького «Газелека». 
Надалі знову захищав ворота ЦСКА (Софія), а також був гравцем американського «Філадельфія Юніон» і турецького «Антальяспора». 
2017 року провів одну гру чемпіонату на батьківщині за «Ренн», після чого 2018 року приєднався до складу саудівського «Аль-Іттіфака», де після тривалої перерви знову почав отримувати постійну ігрову практику.

## Виступи за збірні
2002 року дебютував у складі юнацької збірної Франції (U-16), загалом на юнацькому рівні взяв участь у 7 іграх.
2010 року прийняв пропозицію на рівні національних збірних захищати кольори Алжиру і того ж року дебютував в офіційних матчах у складі головної збірної цієї країни. Того ж року новачка було включено до заявки національної команди на чемпіонат світу у ПАР, по ходу якого М'Болі вже став основним воротарем алжирців.
Згодом у статусі основного голкіпера збірної Алжиру був учасником Кубка африканських націй 2013 року, що також проходив у ПАР, та допоміг команді кваліфікуватися до фінальної частини чемпіонату світу 2014 року. На своєму другому мундіалі захищав ворота Алжиру у всіх іграх групового етапу, за результами якого команда вийшла до плей-оф, та у грі 1/8 фіналу проти Німеччини, поразкою 1:2 в якому африканці завершили боротьбу.
Надалі був учасником Кубка африканських націй 2015 року в Екваторіальній Гвінеї та Кубка африканських націй 2017 року у Габоні.
На своєму четвертому Кубку африканських націй, у розіграші 2019 року, став одним із співавторів тріумфу збірної Алжиру, яка здобула другий у своїй історії титул чемпіонів Африки. Захищав ворота майбутніх переможців у всіх іграх турніру, демонструючи надзвичайну надійність. Не пропустив жодного гола у всіх трьох матчах групового етапу та у матчі 1/8 фіналу, і лише по одному голу у чвертьфіналі і півфіналі, що не завадило команді сягнути фіналу. У вирішальній грі змагання М'Болі знову відстояв «на нуль», що дозволило його команді здобуту мінімальну перемогу 1:0. При цьому їх суперники, сенегальці, мали багато шансів відзначитися бодай одним забитим голом, і особистий внесок воротаря, який не дозволив їм це зробити, був відзначений обранням його найкращим гравцем фінальної гри. А згодом внесок М'Болі у загальний успіх його збірної на турнірі, по ходу якого він пропустив лиша два м'ячі у семи іграх, дозволив йому бути обраним до символічної збірної змагання.
| Дата       | Місто         | Господарі                        | Результат               | Гості                            | Турнір                                      | Голи | Примітки  |
| ---------- | ------------- | -------------------------------- | ----------------------- | -------------------------------- | ------------------------------------------- | ---- | --------- |
| 28-5-2010  | Дублін        | Ірландія                         | 3 – 0                   | Алжир                            | товариський матч                            | -1   | 67'       |
| 18-6-2010  | Кейптаун      | Англія                           | 0 – 0                   | Алжир                            | ЧС 2010 - 1-й етап                          | -    |           |
| 23-6-2010  | Преторія      | США                              | 1 – 0                   | Алжир                            | ЧС 2010 - 1-й етап                          | -1   |           |
| 11-8-2010  | Алжир (місто) | Алжир                            | 1 – 2                   | Габон                            | товариський матч                            | -2   |           |
| 3-9-2010   | Бліда         | Алжир                            | 1 – 1                   | Танзанія                         | Відбір до Кубка африканських націй 2012     | -1   |           |
| 10-10-2010 | Бангі         | Центральноафриканська Республіка | 2 – 0                   | Алжир                            | Відбір до Кубка африканських націй 2012     | -2   |           |
| 17-11-2010 | Люксембург    | Люксембург                       | 0 – 0                   | Алжир                            | товариський матч                            | -    | 87'       |
| 27-3-2011  | Аннаба        | Алжир                            | 1 – 0                   | Марокко                          | Відбір до Кубка африканських націй 2012     | -    |           |
| 4-6-2011   | Марракеш      | Марокко                          | 4 – 0                   | Алжир                            | Відбір до Кубка африканських націй 2012     | -4   |           |
| 3-9-2011   | Дар-ес-Салам  | Танзанія                         | 1 – 1                   | Алжир                            | Відбір до Кубка африканських націй 2012     | -1   |           |
| 9-10-2011  | Бліда         | Алжир                            | 2 – 0                   | Центральноафриканська Республіка | Відбір до Кубка африканських націй 2012     | -    |           |
| 29-2-2012  | Бакау         | Гамбія                           | 1 – 2                   | Алжир                            | Відбір до Кубка африканських націй 2012     | -1   |           |
| 2-6-2012   | Бліда         | Алжир                            | 4 – 0                   | Руанда                           | Відбір до ЧС 2014                           | -    |           |
| 10-6-2012  | Уагадугу      | Малі                             | 2 – 1                   | Алжир                            | Відбір до ЧС 2014                           | -2   |           |
| 15-6-2012  | Бліда         | Алжир                            | 4 – 1                   | Гамбія                           | Відбір до Кубка африканських націй 2013     | -1   |           |
| 9-9-2012   | Касабланка    | Лівія                            | 0 – 1                   | Алжир                            | Відбір до Кубка африканських націй 2013     | -    |           |
| 14-10-2012 | Бліда         | Алжир                            | 2 – 0                   | Лівія                            | Відбір до Кубка африканських націй 2013     | -    |           |
| 12-1-2013  | Йоганнесбург  | ПАР                              | 0 – 0                   | Алжир                            | товариський матч                            | -    | 81'       |
| 22-1-2013  | Рустенбург    | Туніс                            | 1 – 0                   | Алжир                            | Кубок африканських націй 2013 - 1-й етап    | -1   |           |
| 26-1-2013  | Рустенбург    | Алжир                            | 0 – 2                   | Того                             | Кубок африканських націй 2013 - 1-й етап    | -1   |           |
| 30-1-2013  | Рустенбург    | Алжир                            | 2 – 2                   | Кот-д'Івуар                      | Кубок африканських націй 2013 - 1-й етап    | -2   | 62'       |
| 26-3-2013  | Бліда         | Алжир                            | 3 – 1                   | Бенін                            | Відбір до ЧС 2014                           | -1   |           |
| 2-6-2013   | Бліда         | Алжир                            | 2 – 0                   | Буркіна-Фасо                     | товариський матч                            | -    | 46'       |
| 9-6-2013   | Порто-Ново    | Бенін                            | 1 – 3                   | Алжир                            | Відбір до ЧС 2014                           | -1   |           |
| 16-6-2013  | Кігалі        | Руанда                           | 0 – 1                   | Алжир                            | Відбір до ЧС 2014                           | -    |           |
| 10-9-2013  | Бліда         | Алжир                            | 1 – 0                   | Малі                             | Відбір до ЧС 2014                           | -    |           |
| 12-10-2013 | Уагадугу      | Буркіна-Фасо                     | 3 – 2                   | Алжир                            | Відбір до ЧС 2014                           | -3   |           |
| 4-6-2014   | Лансі         | Алжир                            | 2 – 1                   | Румунія                          | товариський матч                            | -1   |           |
| 17-6-2014  | Белу-Оризонті | Бельгія                          | 2 – 1                   | Алжир                            | ЧС 2014 - 1-й етап                          | -2   |           |
| 22-6-2014  | Порту-Алегрі  | Південна Корея                   | 2 – 4                   | Алжир                            | ЧС 2014 - 1-й етап                          | -2   |           |
| 26-6-2014  | Куритиба      | Алжир                            | 1 – 1                   | Росія                            | ЧС 2014 - 1-й етап                          | -1   |           |
| 30-6-2014  | Порту-Алегрі  | Німеччина                        | 2 – 1                   | Алжир                            | ЧС 2014 - 1/8 фіналу                        | -2   |           |
| 6-9-2014   | Аддис-Абеба   | Ефіопія                          | 1 – 2                   | Алжир                            | Відбір до Кубка африканських націй 2015     | -1   |           |
| 10-9-2014  | Бліда         | Алжир                            | 1 – 0                   | Малі                             | Відбір до Кубка африканських націй 2015     | -    |           |
| 11-10-2014 | Блантайр      | Малаві                           | 0 – 2                   | Алжир                            | Відбір до Кубка африканських націй 2015     | -    |           |
| 15-10-2014 | Бліда         | Алжир                            | 3 – 0                   | Малаві                           | Відбір до Кубка африканських націй 2015     | -    |           |
| 11-1-2015  | Радес         | Туніс                            | 1 – 1                   | Алжир                            | товариський матч                            | -1   |           |
| 19-1-2015  | Монгомо       | Алжир                            | 3 – 1                   | ПАР                              | Кубок африканських націй 2015 - 1-й етап    | -1   |           |
| 23-1-2015  | Монгомо       | Гана                             | 1 – 0                   | Алжир                            | Кубок африканських націй 2015 - 1-й етап    | -    |           |
| 27-1-2015  | Малабо        | Сенегал                          | 0 – 2                   | Алжир                            | Кубок африканських націй 2015 - 1-й етап    | -    | 78'       |
| 1-2-2015   | Малабо        | Кот-д'Івуар                      | 3 – 1                   | Алжир                            | Кубок африканських націй 2015 - чвертьфінал | -3   |           |
| 14-11-2015 | Дар-ес-Салам  | Танзанія                         | 2 – 2                   | Алжир                            | Відбір до ЧС 2018                           | -2   |           |
| 17-11-2015 | Бліда         | Алжир                            | 7 – 0                   | Танзанія                         | Відбір до ЧС 2018                           | -    |           |
| 25-3-2016  | Бліда         | Алжир                            | 7 – 1                   | Ефіопія                          | Відбір до Кубка африканських націй 2017     | -1   |           |
| 29-3-2016  | Аддис-Абеба   | Ефіопія                          | 3 – 3                   | Алжир                            | Відбір до Кубка африканських націй 2017     | -3   |           |
| 2-6-2016   | Вікторія      | Сейшельські Острови              | 0 – 2                   | Алжир                            | Відбір до Кубка африканських націй 2017     | -    |           |
| 4-9-2016   | Бліда         | Алжир                            | 6 – 0                   | Лесото                           | Відбір до Кубка африканських націй 2017     | -    |           |
| 9-10-2016  | Бліда         | Алжир                            | 1 – 1                   | Камерун                          | Відбір до ЧС 2018                           | -1   |           |
| 12-11-2016 | Уйо           | Нігерія                          | 3 – 1                   | Алжир                            | Відбір до ЧС 2018                           | -3   |           |
| 15-1-2017  | Франсвіль     | Алжир                            | 2 – 2                   | Зімбабве                         | Кубок африканських націй 2017 - 1-й етап    | -2   |           |
| 6-6-2017   | Бліда         | Алжир                            | 2 – 1                   | Гвінея                           | товариський матч                            | -1   | кап.      |
| 11-6-2017  | Бліда         | Алжир                            | 1 – 0                   | Того                             | Відбір до Кубка африканських націй 2019     | -    | кап.      |
| 2-9-2017   | Лусака        | Замбія                           | 3 – 1                   | Алжир                            | Відбір до ЧС 2018                           | -3   | кап. 71'  |
| 5-9-2017   | Константіна   | Алжир                            | 0 – 1                   | Замбія                           | Відбір до ЧС 2018                           | -    | кап. 24'  |
| 7-10-2017  | Яунде         | Камерун                          | 2 – 0                   | Алжир                            | Відбір до ЧС 2018                           | -2   | кап.      |
| 8-9-2018   | Бакау         | Гамбія                           | 1 – 1                   | Алжир                            | Відбір до Кубка африканських націй 2019     | -1   |           |
| 12-10-2018 | Бліда         | Алжир                            | 2 – 0                   | Бенін                            | Відбір до Кубка африканських націй 2019     | -    |           |
| 16-10-2018 | Котону        | Бенін                            | 1 – 0                   | Алжир                            | Відбір до Кубка африканських націй 2019     | -1   |           |
| 16-11-2018 | Ломе          | Того                             | 1 – 4                   | Алжир                            | Відбір до Кубка африканських націй 2019     | -1   |           |
| 11-6-2019  | Доха          | Алжир                            | 1 – 1                   | Бурунді                          | товариський матч                            | -1   | 75' (aut) |
| 16-6-2019  | Доха          | Алжир                            | 3 – 2                   | Малі                             | товариський матч                            | -2   |           |
| 23-6-2019  | Каїр          | Алжир                            | 2 – 0                   | Кенія                            | Кубок африканських націй 2019 - 1-й етап    | -    |           |
| 27-6-2019  | Каїр          | Сенегал                          | 0 – 1                   | Алжир                            | Кубок африканських націй 2019 - 1-й етап    | -    |           |
| 1-7-2019   | Каїр          | Танзанія                         | 0 – 3                   | Алжир                            | Кубок африканських націй 2019 - 1-й етап    | -    | кап.      |
| 7-7-2019   | Каїр          | Алжир                            | 3 – 0                   | Гвінея                           | Кубок африканських націй 2019 - 1/8 фіналу  | -    |           |
| 11-7-2019  | Суец          | Кот-д'Івуар                      | 1 – 1 д.ч. (3 – 4 п.п.) | Алжир                            | Кубок африканських націй 2019 - чвертьфінал | -1   |           |
| 14-7-2019  | Каїр          | Алжир                            | 2 – 1                   | Нігерія                          | Кубок африканських націй 2019 - півфінал    | -1   |           |
| 19-7-2019  | Каїр          | Сенегал                          | 0 – 1                   | Алжир                            | Кубок африканських націй 2019 - Фінал       | -    |           |
| Усього     |               | Матчів                           | 68                      |                                  | Голів                                       | -65  |           |

## Титули і досягнення

### Командні
- Володар Суперкубка Болгарії (1):

ЦСКА (Софія): 2011
- Володар Кубка африканських націй (1):

 Алжир: 2019
- Переможець Кубка арабських націй (1):

 Алжир: 2021

### Особисті
- Найкращий воротар Кубка африканських націй (1): 2019